# Sabri El Ghoul
Pas d'image ? Cliquez ici

a Compétitions nationales et continentales officielles uniquement.

Dernière mise à jour le 24 mars 2025.
Sabri El Ghoul, né le 31 mai 1996 à Toulon, est un joueur français de rugby à XV évoluant au poste de deuxième ligne.

## Carrière

### Formation
Sabri El Ghoul a été formé au RC Toulon avant de rejoindre le centre de formation du Castres olympique durant la saison 2016-2017, puis celui de la Section paloise durant la saison 2017-2018.

### En club
Sabri El Ghoul rejoint le club de Soyaux Angoulême XV pour la saison 2018-2019.
En juin 2019, il s'engage pour deux saisons avec le SC Albi.